# Číselná stanice

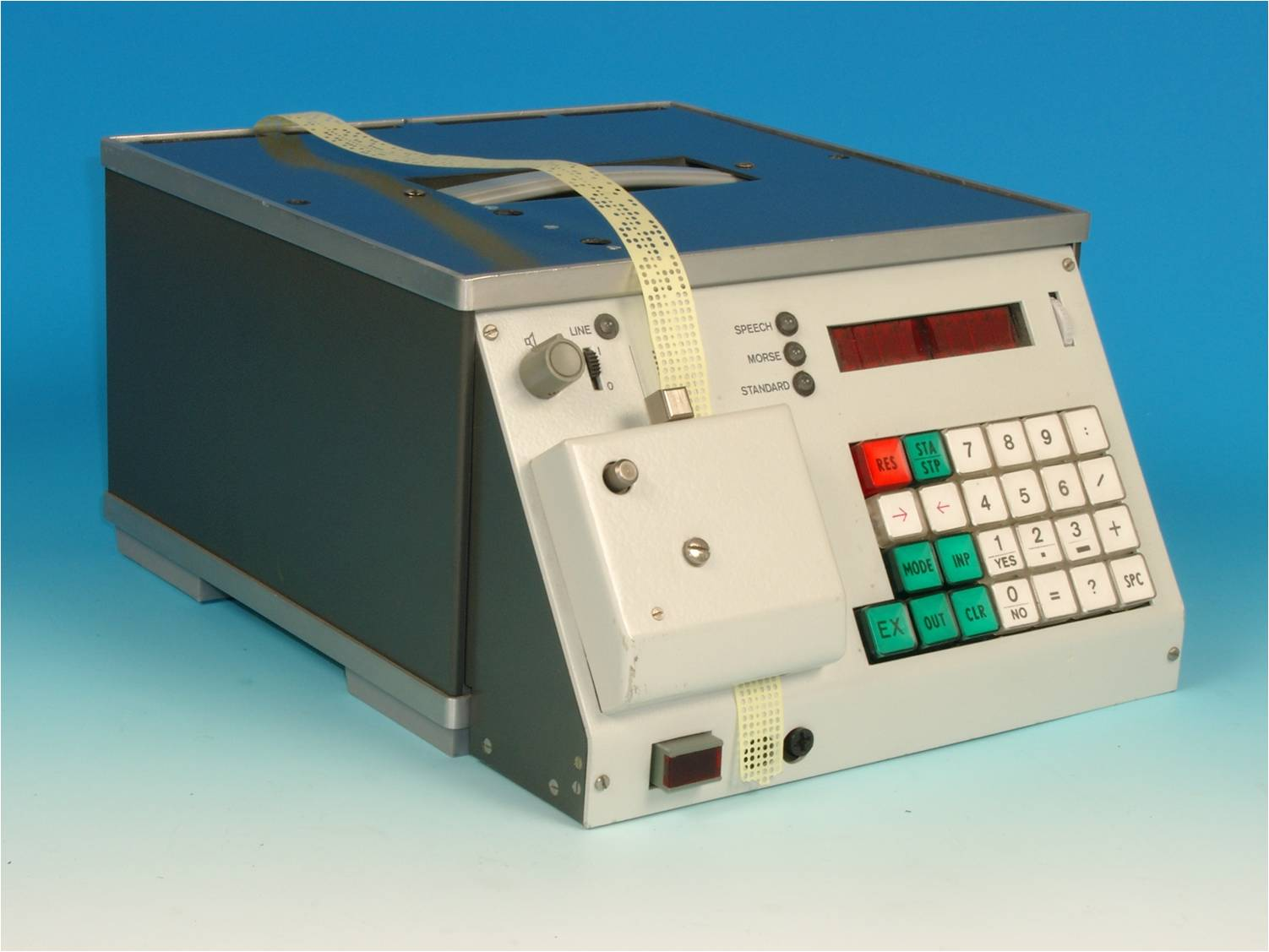
Modulátor signálu užívaný k vysílání číselných stanic východoněmeckou Stasi

Číselná stanice je termín označující krátkovlnný radiový vysílač, který na určené frekvenci opakovaně vysílá sekvence čísel, a to buď v Morseově abecedě, čtené obsluhou, nebo za použití syntezátoru řeči. Tento fenomén byl nejčastěji zaznamenáván za studené války, kdy tímto způsobem byly údajně oběma stranami přes železnou oponu předávány instrukce pro zvědy. Rozsah těchto aktivit byl mapován radioamatéry, kteří pro číselné stanice vytvořili systém klasifikace, a pro ty nejzajímavější se ujala pojmenování. Ve 21. století většina stanic utichla, ale některé – například v ruštině – pokračují ve vysílání.

## Příklady
Jednou z nejznámějších stanic byl anglicky vysílající E03 „The Lincolnshire Poacher“ připisovaný britské rozvědce, který uváděl číselnou sekvenci melodií stejnojmenné lidové písničky. Byl vysílán pravděpodobně z Kypru a ukončil svou činnost v roce 2008.
Z Československa respektive v českém jazyce vysílal několik let například S10 (S označuje slovanský jazyk) „Czech Lady“. Stále aktivní je ruská stanice UVB-76 přezdívaná „The Buzzer“ (česky Bzučák) vysílaná na frekvenci 4625 kHz jednou či dvakrát týdně.